# Sophie Willan
Sophie Willan, född 21 oktober 1987, är en brittisk komiker och skådespelare.
Willan har bland annat medverkat i TV-serierna Alma's Not Normal och Animal TV.

## Filmografi (i urval)
- 2018 – Animal TV (TV-serie)
- 2021–2024 – Alma's Not Normal (TV-serie)
- 2024 – Ludwig – pusseldetektiven (TV-serie)